# NGC 4320
NGC 4320 is een spiraalvormig sterrenstelsel in het sterrenbeeld Maagd. Het hemelobject werd op 15 april 1865 ontdekt door de Duits-Deense astronoom Heinrich Louis d'Arrest.

## Synoniemen
- UGC 7452
- IRAS 12204+1049
- MCG 2-32-18
- VCC 599
- ZWG 70.36
- 8ZW 184
- NPM1G +10.0297
- PGC 40160